# امتیاز چایلد-پیو
امتیاز چایلد-پیو (انگلیسی: Child–Pugh score) یک سیستم امتیازدهی در پزشکی گوارش است که برای ارزیابی پیش‌آگهی بیماری‌های مزمن کبد، به‌ویژه سیروز، مورد استفاده است.

## روش امتیازدهی
در این روش ارزیابی از پنج معیار بالینی بیماری کبدی استفاده می‌کند. هر معیار امتیاز ۱–۳ دارد که ۳ نشان دهنده شدیدترین اختلال است.
برای محاسبه امتیاز چایلد-پیو باید از زمان پروترومبین یا INR استفاده شود، نه هر دو با هم.
| شاخص اندازه‌گیری‌شده                         | شاخص اندازه‌گیری‌شده                         | ۱ امتیاز   | ۲ امتیاز                    | ۳ امتیاز                                |
| ------------------------------------------ | ------------------------------------------ | ---------- | --------------------------- | --------------------------------------- |
| بیلی‌روبین، میکرومول/لیتر (میلی‌گرم/دسی‌لیتر) | بیلی‌روبین، میکرومول/لیتر (میلی‌گرم/دسی‌لیتر) | < ۳۴ (< ۲) | ۵۰-۳۴ (۳–۲)                 | > ۵۰ (> ۳)                              |
| آلبومین سرم، گرم/دسی‌لیتر                   | آلبومین سرم، گرم/دسی‌لیتر                   | > ۳٫۵      | ۳٫۵–۲٫۸                     | < ۲٫۸                                   |
| یکی از این دو                              | زمان پروترومبین، (ثانیه)                   | < ۴٫۰      | ۶٫۰–۴٫۰                     | > ۶٫۰                                   |
| یکی از این دو                              | INR                                        | < ۱٫۷      | ۱٫۷–۲٫۳                     | > ۲٫۳                                   |
| آسیت                                       | آسیت                                       | ناموجود    | اندک (یا کاهش‌یافته با دارو) | متوسط تا شدید (یا راجعه و مقاوم‌به‌درمان) |
| انسفالوپاتی کبدی                           | انسفالوپاتی کبدی                           | ناموجود    | درجه ۲-۱                    | درجه ۴-۳                                |

در کلانژیت اسکلروزان اولیه (PSC) و کلانژیت صفراوی اولیه (PBC)، برخی پزشکان از امتیاز چایلد-پیو اصلاح‌شده استفاده می‌کنند که در آن میزان مرجع بیلی‌روبین را تغییر می‌دهند تا منعکس‌کننده این واقعیت باشد که این بیماری‌ها دارای سطوح بالای بیلی روبین کونژوگه هستند. حد بالایی برای امتیاز ۱ نقطه ۶۸ میکرومول در لیتر (۴ میلی‌گرم در دسی لیتر) و حد بالایی برای امتیاز ۲ نقطه ۱۷۰ میکرومول در لیتر (۱۰ میلی‌گرم در دسی لیتر) است.

## تفسیر
بیماری مزمن کبدی با استفاده از امتیاز چایلد-پیو به سه دسته A تا C طبقه‌بندی می‌شود.
| امتیاز | کلاس | میزان بقای یک‌ساله | میزان بقای دوساله |
| ------ | ---- | ----------------- | ----------------- |
| ۶–۵    | A    | ۱۰۰٪              | ۸۵٪               |
| ۹–۷    | B    | ۸۰٪               | ۶۰٪               |
| ۱۵–۱۰  | C    | ۴۵٪               | ۳۵٪               |